# Sacra spugna

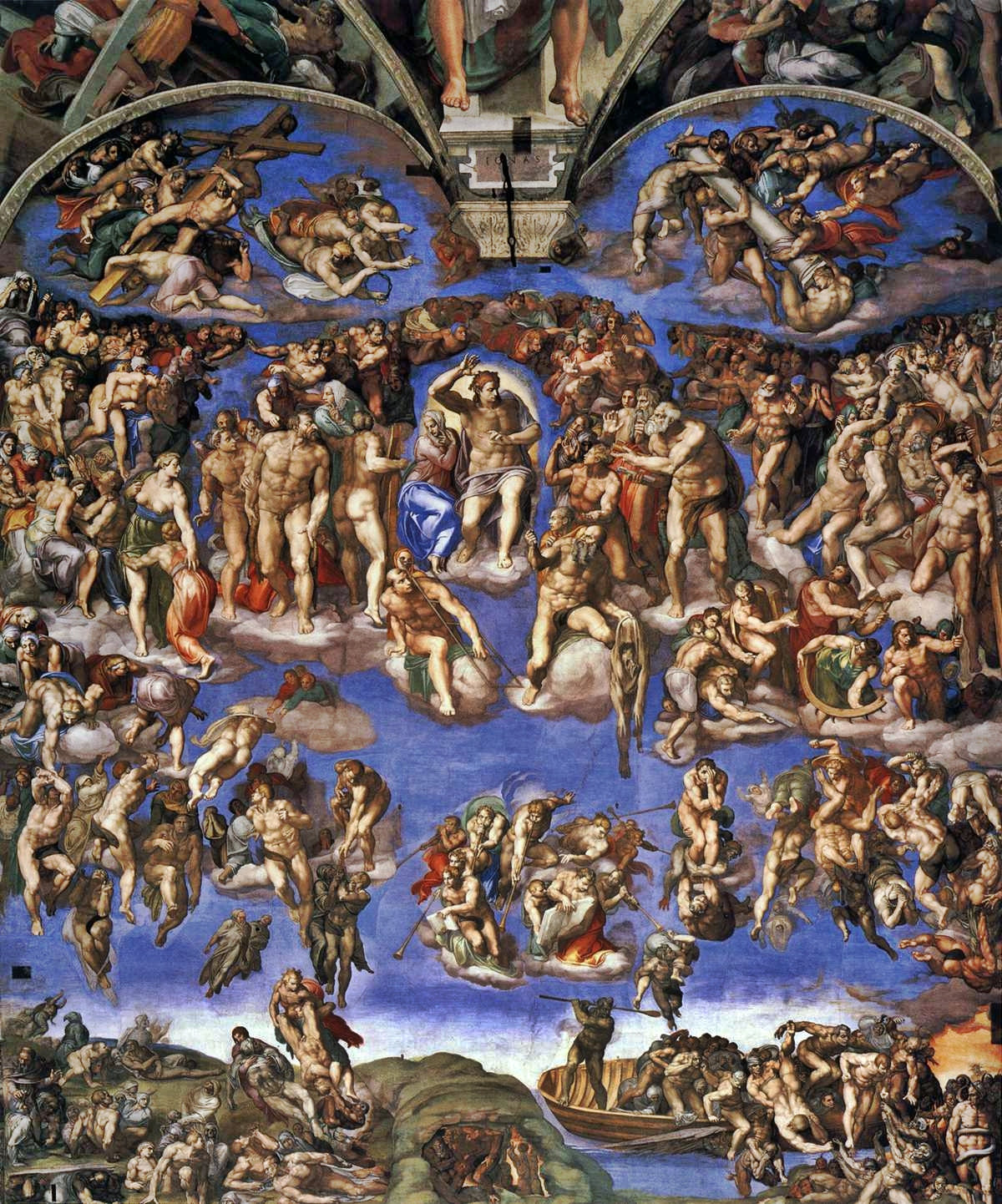
Cappella Sistina, il Giudizio universale di Michelangelo. Nella parte superiore dell'affresco si notano i simboli della Passione di Cristo: la croce, la corona di spine, i dadi con i quali le guardie si giocarono la tunica di Cristo, la colonna della flagellazione, la spugna utilizzata per dissetare Cristo in croce

La Sacra spugna è uno degli strumenti della Passione di Cristo: si tratta della spugna che venne imbevuta nella posca dalle guardie e che fu infilata su un bastone per raggiungere le labbra di Gesù Cristo, agonizzante in croce.
La spugna citata nei vangeli è stata raffigurata in numerose opere d'arte, ma nessuna Sacra spugna è mai stata riconosciuta dalla Chiesa cattolica, né come oggetto di culto né come reliquia.

## I Vangeli

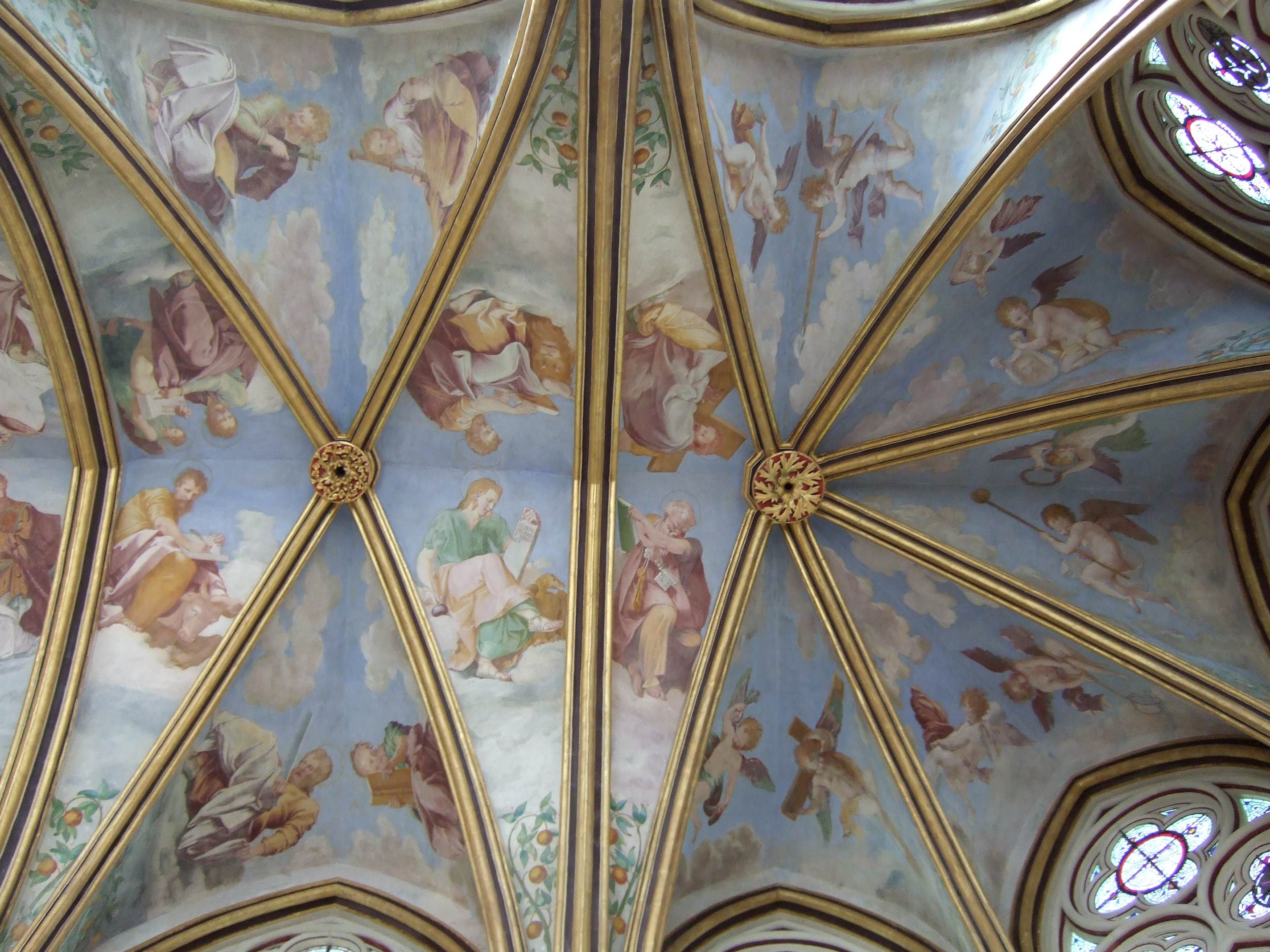
Affreschi degli spicchi delle volte del coro della cappella dell'Abbazia di Chaalis:
Un angelo a destra porta la spugna in cima ad una canna.

Secondo il Nuovo Testamento, durante la sua agonia sulla croce Cristo pronunciò alcune parole: 
- Vangelo secondo Marco, 15:36: «Uno corse ad inzuppare di aceto una spugna e, postala su una canna, gli dava da bere dicendo: …»
- Vangelo secondo Matteo, 27:48: «E subito uno di loro corse a prendere una spugna e, imbevutala di aceto, la fissò su una canna e così gli dava da bere»
- Vangelo secondo Giovanni, 19:29: «Vi era lì un vaso pieno d'aceto; posero perciò una spugna imbevuta di aceto in cima a un ramo d'issopo[2] e gliel'accostarono alla bocca.»

Così, per rispondere e mitigare l'agonia del Cristo sulla croce, gli portarono alle labbra una spugna fissata ad una delle estremità di un bastone ed immersa in aceto (o, presumibilmente, in posca, miscela di acqua e aceto, allora molto utilizzata come dissetante dai soldati romani). 
 Il Vangelo secondo Giovanni asserisce, inoltre, che per issare la spugna fino alla bocca di Gesù venne utilizzato un ramo d'issopo: "Dopo questo, Gesù, sapendo che ogni cosa era stata ormai compiuta, disse per adempiere la Scrittura: «Ho sete». Vi era lì un vaso pieno d'aceto; posero perciò una spugna imbevuta di aceto in cima a un ramo d'issopo e gliela accostarono alla bocca. E dopo aver ricevuto l'aceto, Gesù disse: «Tutto è compiuto!». E, chinato il capo, spirò.". Questa precisazione di Giovanni rende, però, inverosimile la narrazione; gli studiosi della Bibbia di Gerusalemme e della Bibbia TOB osservano infatti come tale pianta - essendo molto esile ed alta dai 20 ai 60 centimetri - non sia assolutamente adatta, per lunghezza e robustezza, a sorreggere una spugna imbevuta che viene portata verso l'alto e come in altri passi biblici venga, infatti, utilizzata solo come fosse un pennello per aspergere un liquido e quindi l'uso descritto in Giovanni può assumere un valore non storico ma simbolico. 
 Nel resto del Nuovo Testamento non si hanno altre indicazioni sull'episodio.

## Rappresentazioni nell'arte
La sacra spugna compare nell'affresco della Cappella Sistina il Giudizio universale di Michelangelo, realizzato fra il 1541 e il 1544 Essa si trova nella lunetta in alto a destra insieme alla colonna della flagellazione e la scala, mentre nella lunetta sinistra si trovano altri simboli della Passione quali la croce, i chiodi e la corona di spine.

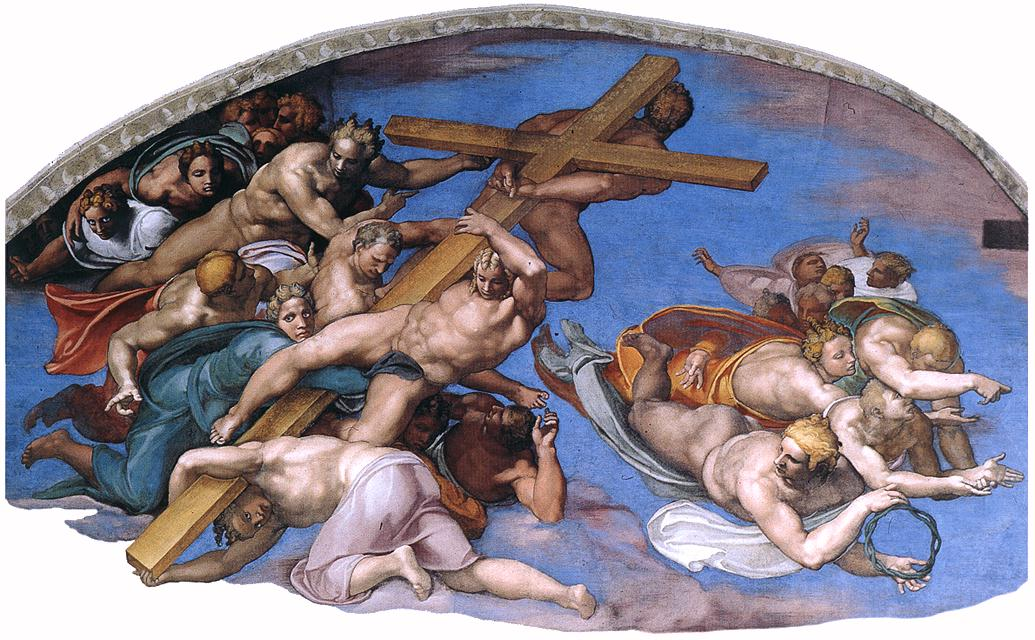
Lunetta sinistra

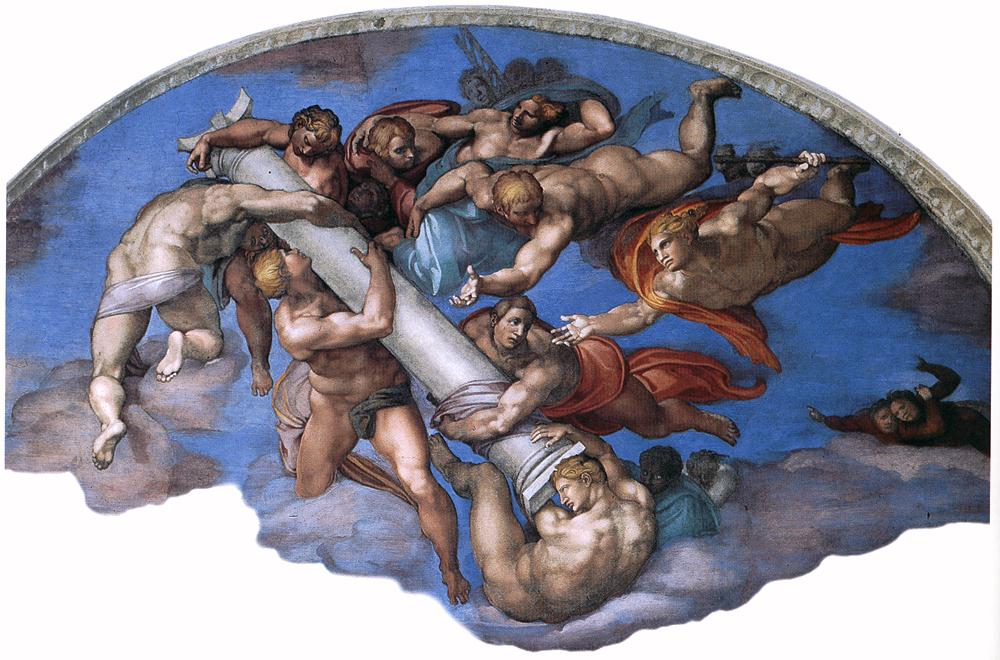
Lunetta destra

In Francia si ritrova, tra le altre, l'immagine della spugna sugli affreschi delle volte del coro della cappella di Santa Maria dell'Abbazia di Chaalis, opera del Primaticcio, realizzata fra il 1541 e il 1544.

## Le pretese reliquie
Alcune reliquie della Sacra spugna non sono state riconosciute come tali dalla Chiesa cattolica. La stessa espressione, "Sacra spugna" (o "Santa spugna"), non esiste nella tradizione cattolica, che si riferisce solamente alla spugna immersa nell'aceto (o nella posca) e che fu uno degli strumenti della Passione.
Le prime pretese reliquie di questa spugna non comparvero che prima del VI secolo, cioè mezzo millennio dopo la Crocifissione.

### De Gerusalemme a Costantinopoli
Un poema di Sofronio di Gerusalemme dice che in quell'epoca (560-638) un oggetto denominato "Sacra spugna", e considerato dal popolo come la reliquia della spugna citata nei Vangeli, era venerato nel Martyrium, o Basilica di Costantino a Gerusalemme..
Gerusalemme fu conquistata dal generale persiano Schahr-Barâz nel 614. Nel 629, quando Schahr-Barâz concluse la pace con i Bizantini per averli alleati contro i suoi rivali persiani, Nikétas, figlio di Schahr-Barâz, consegnò ai bizantini due presunte reliquie: la "Sacra spugna" e la Lancia Sacra. L'arrivo della "Santa spugna" a Costantinopoli fu celebrato il 14 settembre 629.

### Da Costantinopoli a Parigi
Secondo una leggenda non verificata, questa "Sacra spugna" sarebbe rimasta a Costantinopoli finché non venne venduta dall'imperatore latino di Costantinopoli Baldovino II, per una somma esorbitante a Luigi IX di Francia, e si sarebbe aggiunta alle reliquie della Sainte-Chapelle a Parigi, a fianco, fra le altre, di quelle della Corona di spine e della Vera Croce. Durante la rivoluzione francese la Sainte-Chapelle venne saccheggiata e le reliquie disperse o distrutte. Alcune sono state conservate brevemente presso la Biblioteca nazionale, per poi scomparire. Più tardi sarebbero state "restituite" a Notre-Dame, non si comprende come dato che erano state censite come scomparse.

### Roma
Un autore anticlericale dell'XIX secolo, Collin de Plancy, affermò nel 1821 che un pezzo della pretesa "Sacra spugna", color marrone per la presenza di sangue, era conservata a Roma nella Basilica di San Giovanni in Laterano. Cinquant'anni dopo un altro scrittore riprese quest'affermazione, ma non pare che altri testimoni l'abbiano confermato.
Ciò che invece è certo è che esisteva ed esiste tuttora una pretesa "Sacra spugna" nella cappella della Basilica di Santa Croce in Gerusalemme a Roma.

### Altre località
- Un canonico scrisse nel 1942 che una parte della "Sacra spugna" era conservata nella chiesa di San Giacomo a Compiègne.[18]
- Un'opera del XIX secolo indica che Carlomagno avrebbe acquistato un pezzo della spugna, che sarebbe venerato nella Cattedrale della sua capitale ad Aquisgrana[19]
- Sempre nel XIX secolo un'opera cita una "Sacra spugna" nella chiesa di Chirac (Lozère), antico priorato abbellito da papa Urbano V, conservata in un reliquiario d'argento.[20]
- Infine un'altra opera del XIX secolo prende in considerazione una "Sacra spugna" nell'abbazia di Fleury.[21]